# Grid 2
Grid 2 é um jogo de corrida da série Grid, produzido pela Codemasters Racing. Diversão mais casual, o jogo foi lançado para Windows, Xbox 360, e PlayStation 3 em 28 de Maio de 2013 na América do Norte, 31 de Maio de 2013 na Europa, 6 de Junho de 2013 no Brasil e 25 de Julho de 2013 no Japão.

## Jogabilidade
Seja rápido, ser o primeiro e ser famoso como os retornos de corrida em GRID 2, a sequela do BAFTA-award winning, vários milhões de venda Race Driver: GRID. Experiência de corrida agressiva avançado contra AI e fica imerso na corrida com o novo sistema TrueFeel do GRID 2. Sistema de manipulação que alimenta borda do controle alegria ao volante de cada carro icônico. A próxima geração do EGO Game Technology Platform oferece gênero definindo-visuais e danos de cair o queixo como você provar a si mesmo em três continentes em um novo mundo em evolução, do automobilismo. Ganha fama, fãs e fortuna como você chama o seu caminho até o topo em intensos, corridas incansáveis em circuitos licenciados, ruas da cidade muito bem realizados e estradas de montanha letais. GRID 2 também irá definir um novo padrão para as corridas multiplayer com modos inovadores, um sistema de progressão inteiramente separada e integração profunda com RaceNet, a extensão on-line gratuito para Codemasters jogos de corrida. GRID 2 é a corrida, redefinido.

### Circuitos
Os circuitos relacionados foram confirmados e alguns são por DLCs exclusivos da Pré-venda e Expansões.
Alguns dos circuitos Oficiais da FIA e IndyCar Series:
- Brands Hatch, Inglaterra (Pré-venda)
- Indianápolis, Estados Unidos (Pré-venda)
- Yas Marina, Emirados Árabes Unidos (Pré-venda)
- Algarve, Portugal

E também tem circuitos e ruas conhecidas do mundo, em Dubai, Hong Kong, Paris, Miami, Califórnia, Costa Azul, Barcelona, Red Bull Ring, Chicago, e Okutama.

## Enredo
O empresário Patrick Callaghan, aspirante a corridas, anelando a criação de uma liga, que, segundo seus planos, lograria de grandes clubes automobilísticos da América do Norte, Europa e Ásia, com versados pilotos, vincula o jogador ativo para um evento inicial, o qual, se bem-sucedido, fomentaria uma única marca. A proposta tem êxito, o jogador é recrutado, enviado para testes no Indianapolis Motor Speedway, através de episódios promocionais - oficiais ou não -, soma fãs.  Durante o primeiro ano, os modos admitidos atinam, apenas, a corridas normais e faceoffs. Em consonância com o soerguimento da World Series of Racing (WSR), conglomerado fundado pelo empresário, há a incorporação de novos ambientes, ao passo da junta contínua de adeptos. Na segunda temporada da série, atrai-se à Europa, e, na terceira, cativa a Ásia.
Para a Europa, o jogador adapta-se ao modelo de resistência (endurance) e eliminação (elimination),[carece de fontes?] [no primeiro caso, há a fixação de um cronômetro regressivo, elencando como vencedor o piloto que estiver liderando ao término de si; e, quanto ao evento de eliminação, há, com o decorrer dos cronômetros das baterias inscritas, a desarticulação de um componente do então evento - último colocado, uniformemente]. Tal avanço progressa também na Ásia, região conservadora, no título, dos padrões de corrida touge e ponto de controle (checkpoints).[carece de fontes?]

## Gameplay
O jogo está previsto para incluir vários locais do mundo real, como Abu Dhabi, Paris, vários locais dos Estados Unidos, e muitos mais, e também incluem automóveis, abrangendo quatro décadas. Além disso, ele irá incluir um novo sistema de tratamento que o desenvolvedor Codemasters apelidado de "TrueFeel", que visa a atingir um ponto ideal entre realismo e acessibilidade.

### Preview
No dia 14 de Fevereiro de 2013 foi divulgada uma Preview de gameplays do jogo no canal Machinima via YouTube.

### Expo 2012
Nesta Eurogamer Expo 2012 a Codemasters demonstrou aos fãs do Race Driver: Grid para testes o novo Grid 2, as gameplays foram lançadas no YouTube.

## Marketing
GRID 2 tem uma edição especial, a Mono Edition, que é a mais cara da história dos videogames. Custando a bagatela de £125.000 - ou R$ 386.000 - essa edição traz de “brinde” o super-carro inglês BAC Mono, à venda no Reino Unido e limitada a apenas uma unidade.
A “Mono Edition”  também conta com os seguintes itens:
- Uma cópia de Grid 2 para Playstation 3 com arte personalizada;
- Um dia na fábrica da BAC, incluindo tour e um tempo com os técnicos da empresa para ajustar seu BAC Mono;
- Um capacete da Bell Racing;
- Macacão de corrida, botas e luvas do seu tamanho, com logos da BAC Mono e GRID 2;
- Um Playstation 3.

## Histórico de lançamento
| Região           | Data                | Formato               | Distribuidora       |
| ---------------- | ------------------- | --------------------- | ------------------- |
| América do Norte | 28 de Maio de 2013  | DVD, Digital Download | Codemasters Southam |
| Alemanha         | 31 de Maio de 2013  | DVD, Digital Download | Namco Bandai Games  |
| Espanha          | 31 de Maio de 2013  | DVD, Digital Download | Namco Bandai Games  |
| França           | 31 de Maio de 2013  | DVD, Digital Download | Namco Bandai Games  |
| Itália           | 31 de Maio de 2013  | DVD, Digital Download | Namco Bandai Games  |
| Polónia          | 31 de Maio de 2013  | DVD, Digital Download | Namco Bandai Games  |
| Reino Unido      | 31 de Maio de 2013  | DVD, Digital Download | Namco Bandai Games  |
| Brasil           | 6 de Junho de 2013  | DVD, Digital Download | Codemasters Southam |
| Japão            | 25 de Julho de 2013 | DVD, Digital Download | Sega Racing Studio  |